# Єнот Ракета
Єнот Ракета (англ. Rocket Raccoon) — вигаданий персонаж, супергерой з коміксів американського видавництва Marvel Comics. Створений Біллом Мантло й художником Кітом Ґіффеном, персонаж дебютував у коміксі Marvel Preview #7 (липень 1976). Він є розумним антропоморфним єнотом, влучним стрільцем, експертом зі зброї та майстерним тактиком. Його ім'я та риси характеру є відсиланням до пісні гурту The Beatles 1968 року «Rocky Raccoon». Ракета приєднався до відновленої 2008 року команди супергероїв Вартові галактики.
Персонаж з'являвся в численних медіа, включаючи анімаційні серіали, іграшки, фігурки, відеоігри тощо, як член вищезазначених Вартових галактики. Ракета є одним з персонажів Кіновсесвіту Marvel, з'явившись в декількох фільмах: «Вартові галактики» (2014), «Вартові галактики 2» (2017), «Месники: Війна нескінченності» (2018), «Месники: Завершення» (2019), «Тор: Любов і грім» (2022), «Вартові галактики: Спеціальний святковий випуск» (2022, телевізійний фільм) і «Вартові галактики 3» (2023). Голос цій версії дав Бредлі Купер, а рухи тіла виконані Шоном Ґанном, братом режисера трилогії «Вартові галактики». В українському дубляжі Ракету озвучив Назар Задніпровський.

## Історія публікації
Персонаж був створений Біллом Мантло та Кітом Ґіффеном, вперше з'явився в Marvel Preview #7 (липень 1976), і натхненний піснею The Beatles «Rocky Raccoon».

## Характер
Ракета за натурою досить емоційний та запальний, але він швидко відходить. Має гострий язик, дуже саркастичний і балакливий, любить жартувати над своїми друзями. Крім того, Ракета має досить складний характер (може нагрубити навіть своєму найкращому другу Ґруту), однак майже завжди робить це без злих намірів. Можна зробити висновок, що у Ракети розвинений «комплекс Наполеона». Свої маленькі розміри він намагається компенсувати агресивною поведінкою та приниженням оточення. Ракета — великий егоїст. Він не звертає уваги на почуття і безпеку інших і працює лише заради особистої вигоди. Разом з цим Ракета здатен і на щирі вчинки. У нього часто бувають випадки обсесивно-компульсивного розладу.

## Сила та здібності
Ракета успадкував зовнішні ознаки звичайного земного єнота. Він має гострі нюх, зір та слух. Шляхом тренувань має значно підвищену швидкість та спритність. Він вміє ходити на двох ногах, як людина, але іноді під час бігу використовує чотири кінцівки.
Попри свій маленький зріст, Ракета дуже сильний. Він здатний піднімати важкі предмети, в рази більші за себе розміром, і перемагати в рукопашному бою більших супротивників.
Ракета дуже розумний, навіть за людськими мірками. Він досконало володіє технічними навичками, здатний збирати складні пристрої з підручних матеріалів. Крім того, він природжений лідер, неодноразово проявляє себе як геніальний стратег і тактик. Може складати складні плани та швидко підлаштовуватися під мінливу ситуацію. До того ж він вміє добре керувати космічним кораблем.
Єнот майстерно володіє стрілецькою та рукопашною зброєю. В його арсеналі багато високотехнологічної зброї: лазерні пістолети, електрична складна гвинтівка, бомби та міни, шокові заряди тощо.

## Визнання
- 2014: Ракета включений до списку CBR.com «Найкращі персонажі-тварини Marvel і DC».[6]
- 2018: Ракета посів 25 місце у списку CBR.com «25 найсильніших Вартових галактики».[7]
- 2021: Ракета посів 19 місце у списку Screen Rant «20 найсильніших Вартових галактики в коміксах».[8]
- 2022: Ракета посів 44 місце у списку The A.V. Club «100 найкращих персонажів Marvel».[9]

## Поза коміксами

### Анімаційні телесеріали
- Ракета з'являвся в анімаційному телесеріалі «Месники: Могутні герої Землі», епізоді «Майкл Корвак», озвучений Ґреґом Еллісом.[10]
- Ракета з'являвся в анімаційному телесеріалі «Людина-павук. Щоденник супергероя»,[10][11] озвучений Біллі Вестом під час першої появи та Тревором Деваллом у наступних. Ця версія є членом Вартових галактики та служила одним з тренерів Сема Александра.
- Крім того, піратська версія Ракети з альтернативної реальності з'являється в епізоді «Повернення в Павутиння, частина 2».
- Ракета з'являвся в анімаційному телесеріалі «Месники, єднаймось!»,[10][12] озвучений Сетом Ґріном в епізоді «Вартові та космічні лицарі» та Тревором Деваллом у «Біг вдови».
- Ракета з'являвся в анімаційному телесеріалі «Галк і агенти СМЕШ», епізоді «Пречудовий удар», озвучений Сетом Ґріном.[10][13]
- Ракета з'являвся в анімаційному телесеріалі «Вартові галактики», озвучений Тревором Деваллом.[14][15]
- Ракета з'являвся в анімаційному телесеріалі «Пригоди супергероїв Marvel: Морозна бійня», озвучений Тревором Деваллом.
- Ракета з'являвся в анімаційному телесеріалі «Ракета і Ґрут», озвучений Тревором Деваллом.
- Ракета з'являвся в анімаційному телесеріалі «Лего Супергерої Marvel — Вартові галактики: Загроза Таноса», озвучений Тревором Деваллом.[16]
- Ракета з'являвся в анімаційному телесеріалі «Дискові війни Marvel: Месники», озвучений Фуміхіро Окабаяші японською та Дейвом Віттенберґом англійською.[17]

### Кіновсесвіт Marvel
- Ракета з'являється у Кіновсесвіті Marvel, у фільмах «Вартові галактики» (2014), «Вартові галактики 2» (2017), «Месники: Війна нескінченності» (2018), «Месники: Завершення» (2019), «Тор: Любов і грім» (2022), «Вартові галактики: Спеціальний святковий випуск» (2022) і «Вартові галактики 3» (2023), озвучений Бредлі Купером, а рухи були записані Шоном Ґанном.[18][19] Ця версія була створена Вищим Еволюціонером, має ім'я 89P13 і кібернетичні імпланти.

### Відеоігри
- Ракета з'являється як ігровий персонаж у Marvel Super Hero Squad Online.[20]
- Ракета з'являється як ігровий персонаж в Ultimate Marvel vs. Capcom 3,[21] озвучений Ґреґом Еллісом.[22][23]
- Ракета з'являється як ігровий персонаж у Marvel Avengers Alliance.
- Ракета з'являється як ігровий персонаж у Marvel Heroes,[24] озвучений Стівом Бламом.[25]
- Ракета з'являється як ігровий персонаж у Marvel Puzzle Quest.[26]
- Ракета з'являється як ігровий персонаж у Lego Marvel Super Heroes,[27] озвучений Джоном ДіМаґґіо.[25]
- Ракета з'являється як ігровий персонаж у Disney Infinity 2.0,[28] озвучений Ноланом Нортом.[29]
- Ракета з'являється як ігровий персонаж у Marvel Contest of Champions.
- Ракета з'являється як ігровий персонаж у Marvel: Future Fight.
- Ракета з'являється як ігровий персонаж у Disney Infinity 3.0.
- Ракета з'являється у Guardians of the Galaxy: The Telltale Series, озвучений Ноланом Нортом.[30]
- Ракета з'являється як ігровий персонаж у Lego Marvel Super Heroes 2, озвучений Майкі О'Коннором.[31]
- Ракета з'являється як ігровий персонаж у Marvel vs. Capcom: Infinite, озвучений Тревором Деваллом.[32]
- Ракета з'являється як ігровий персонаж у Marvel Ultimate Alliance 3: The Black Order, озвучений Ноланом Нортом.[25]
- Ракета з'являється як ігровий персонаж у Marvel Powers United VR, озвучений Тревором Деваллом.[25]
- Ракета з'являється у Fortnite Battle Royale.[33]
- Ракета з'являється як неігровий персонаж у Marvel Future Revolution, озвучений Ноланом Нортом. Ця версія персонажа є членом Омега Польоту.[34]
- Ракета з'являється у Marvel's Guardians of the Galaxy.[35] Ця версія є генетично модифікованим солдатом, створеним крі, яка страждає на аквафобію.
- Ракета з'являється у Marvel Snap.[36]

### Фігурки
- Екшн-фігурка Ракети була доступна у складі трьох наборів Вартових галактики у 2011 році як частина іграшок Marvel Universe.
- Ракета з'явився у вигляді фігурки в лінійці Marvel Legends Build-A-Figure.[37]
- Набір фігурок Єнота Ракети та «Закруженим у танці Ґрутом» випустила компанія Hot Toys.[38]

### Інше
- Ракета з'являвся в комікс-стрипі «The Amazing Spider-Man».[39]
- Ракета з'являвся як один з персонажів атракціону «Guardians of the Galaxy – Mission: Breakout!», озвучений Бредлі Купером.[40][41]
- Ракета є одним з персонажів аудіодрами «Marvel's Wastelanders: Старий Зоряний Лицар», озвучений Крісом Елліоттом.[42]

## Колекційні видання
| Назва                                                | Випуски | Дата публікації  | ISBN           |
| ---------------------------------------------------- | --- | ---------------- | -------------- |
| «Rocket Raccoon: Guardian of the Keystone Quadrant»  | «The Incredible Hulk» #271, «Rocket Raccoon» (vol. 1) #1–4, «Marvel Preview» #7                                                                                        | 3 серпня 2011    | 978-0785155270 |
| «Rocket Raccoon & Groot: The Complete Collection»    | «The Incredible Hulk» #271, «Rocket Raccoon» (vol. 1) #1–4, «Marvel Preview» #7, «Annihilators» #1–4, «Annihilators: Earthfall» #1–4, «Tales to Astonish» (vol. 1) #13 | 10 квітня 2013   | 978-0785167136 |
| «Rocket Raccoon Vol. 1: A Chasing Tale»              | «Rocket Raccoon» (vol. 2) #1-6 | 14 жовтня 2015   | 978-0785193890 |
| «Rocket Raccoon Vol. 2: Storytailer»                 | «Rocket Raccoon» (vol. 2) #7-11 | 23 березня 2016  | 978-0785193906 |
| «Rocket Raccoon & Groot Vol. 0: Bite and Bark»       | «Rocket Raccoon» (vol. 2) #1-11, «Groot» #1-6, «Guardians of the Galaxy: Tomorrow's Avengers» #1                                                                       | 21 вересня 2016  | 978-1302902186 |
| «Rocket Raccoon & Groot Vol. 1: Tricks of the Trade» | «Rocket Raccoon & Groot» #1-6 | 20 липня 2016    | 978-0785199731 |
| «Rocket Raccoon & Groot Vol. 2: Civil War II»        | «Rocket Raccoon & Groot» #7-10 | 9 листопада 2016 | 978-0785199748 |
| «Rocket Raccoon and Groot: Tall Tails»               | «Rocket Raccoon and Groot» #1-10 | 11 березня 2020  | 978-1302921156 |
| «Rocket Raccoon: Grounded»                           | «Rocket Raccoon» (vol. 3) #1-5 | 20 червня 2017   | 978-1302906795 |
| «Rocket: The Blue River Score»                       | «Rocket» #1-6 | 13 грудня 2017   | 978-1302905507 |